# Осма Горнооряховска въстаническа оперативна зона
Осма Горнооряховска въстаническа оперативна зона е териториална и организациона структура на т. нар. Народоосвободителна въстаническа армия (НОВА) по време на комунистическото съпротивителното движение в България през Втората световна война (1941 – 1944).
Осма Горнооряховска въстаническа оперативна зона на НОВА е създадена на 26 – 27 юли 1943 г. по време на нелегална разширена среща на Горнооряховското и Габровското окръжно ръководство на БРП (к) и РМС. Зоната е разделена на два военнооперативни района: Горнооряховски и Габровски
По указание на Ц.К. на БРП (к) и Главния щаб на НОВА е сформиран щабът на зоната:
- Комендант (командир) на въстаническата зона – Борис Копчев
- Заместник-командир на въстаническата зона – Иван Райков
- Политкомисар – Иван Бъчваров
- Помощник-политкомисар – Петър Панайотов[3]
- Началник-щаб на въстаническата зона – Иван Райков (от април 1944)

В зоната действат два партизански отряда и бойни групи:
- Габровско-севлиевски партизански отряд
- Горнооряховски партизански отряд[4]